# General Motors Peninsular
General Motors Peninsular fou la primera filial de la multinacional americana General Motors a l'estat espanyol. Fundada el 1927, s'establí inicialment a Màlaga i després a Madrid, fins que el 1932 es traslladà definitivament a Barcelona, concretament al número 433 del carrer Mallorca (al costat de la Sagrada Família, on hi ha actualment un centre comercial). L'empresa tingué activitat fins al 1939, any en què el nou règim franquista en va impedir la reobertura un cop acabada la guerra civil espanyola.

## Història

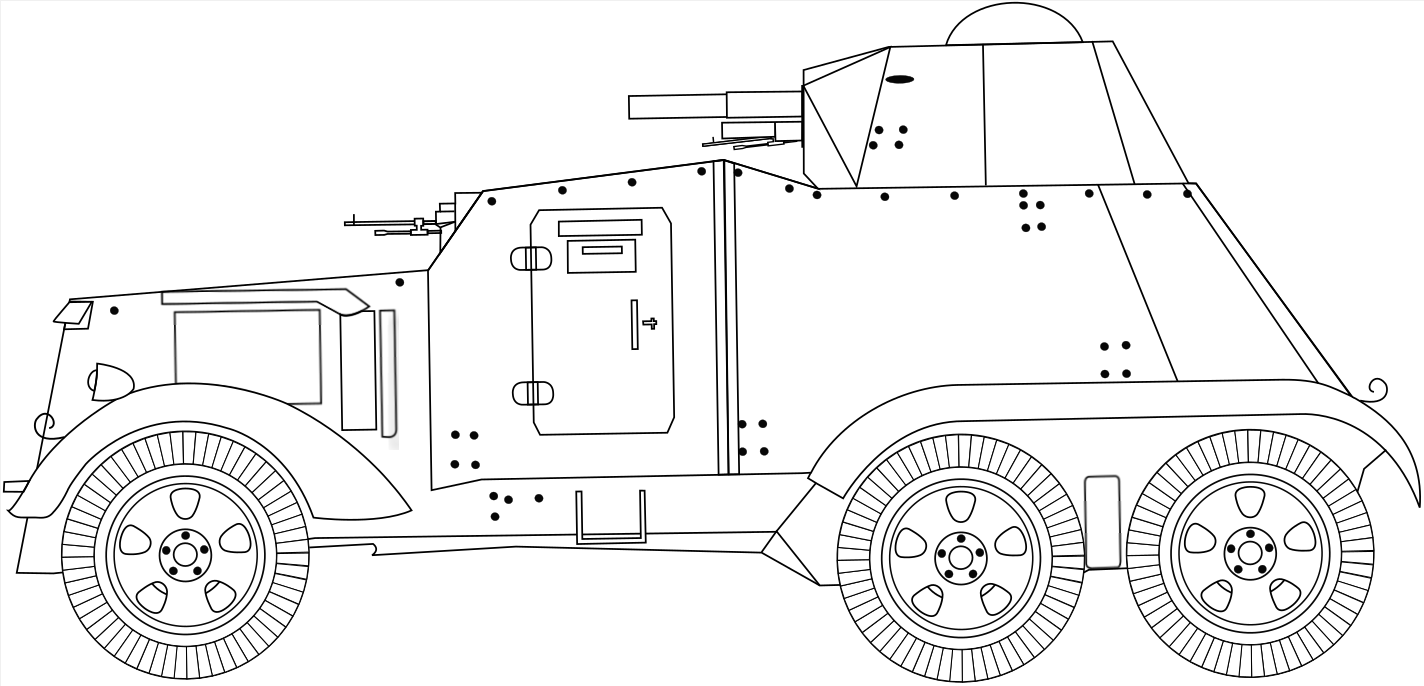
Autometralladora AAC-1937 amb base Chevrolet, feta a Barcelona l'any 1937.

General Motors Peninsular inaugurà la seva primera planta de muntatge de vehicles a Espanya el 1927, a Màlaga. La fàbrica va romandre cosa de nou mesos en funcionament i després es traslladà a Madrid, on tampoc s'hi estigué gaire temps. El 1932, l'empresa va decidir finalment instal·lar-se a Barcelona, tal com havia fet abans Ford amb la seva filial a l'estat.
La fàbrica de Barcelona funcionava, com les anteriors, en règim de muntatge CKD (inicials de complete knock-down, és a dir, importació de les peces i muntatge de les mateixes a destinació, per mà d'obra local). General Motors hi produí milers de turismes i camions amb motors de 4 i 6 cilindres, especialment vehicles industrials, segment en què es feu forta. Els seus camions Chevrolet de 3,4 litres esdevingueren els més populars del mercat durant la República, juntament amb els GMC, Bedford i Opel Blitz que també comercialitzava.
La intensa activitat de General Motors Peninsular la va dur a obrir un concessionari i distribuïdor de recanvis al centre de Barcelona amb competències per a tot l'estat: els tallers Aguilar, a l'Avinguda Diagonal cantonada amb Rambla Catalunya. L'establiment va tenir activitat durant gairebé 70 anys, fins a començaments de la dècada del 2000.

### General Motors durant la guerra
L'agost de 1936, poc després d'haver esclatat la guerra civil espanyola, els obrers varen col·lectivitzar la fàbrica del carrer Mallorca. Molts dels camions que varen ser construïts en aquesta factoria varen ser reforçats i emprats com a vehicles blindats en el front d'Aragó, especialment per milicians de la CNT-FAI. Arran de la guerra, l'estructura de l'empresa es va desintegrar i General Motors va haver d'abandonar la seva filial. Quan les tropes franquistes van ocupar Barcelona el 1939, van mostrar-se hostils a la presència americana i no van permetre reobrir la fàbrica. Poc després, l'INI va descartar la represa de General Motors Peninsular i l'aventura empresarial de la multinacional a l'estat espanyol se suspengué durant una llarga temporada.
General Motors no tornaria a fabricar els seus productes a Espanya fins al 1982, quan inaugurà la planta de Figueruelas, a l'Aragó, d'on van sortir els primers Opel Corsa.